# Lindesbysjön
Lindesbysjön är en sjö i Nora kommun i Västmanland och ingår i Norrströms huvudavrinningsområde. Sjön har en area på 0,409 kvadratkilometer och ligger 113,1 meter över havet. Sjön avvattnas av vattendraget Dyltaån (Bornsälven).

## Delavrinningsområde
Lindesbysjön ingår i det delavrinningsområde (661570-144567) som SMHI kallar för Utloppet av Lindesbysjön. Medelhöjden är 173 meter över havet och ytan är 12,59 kvadratkilometer. Räknas de 15 avrinningsområdena uppströms in blir den ackumulerade arean 331,02 kvadratkilometer. Dyltaån (Bornsälven) som avvattnar avrinningsområdet har biflödesordning 3, vilket innebär att vattnet flödar genom totalt 3 vattendrag innan det når havet efter 240 kilometer. Avrinningsområdet består mestadels av skog (73 procent). Avrinningsområdet har 2,34 kvadratkilometer vattenytor vilket ger det en sjöprocent på 6,3 procent. Bebyggelsen i området täcker en yta av 0,55 kvadratkilometer eller 1 procent av avrinningsområdet.